# Fabrizio Peralta
Fabrizio José Peralta Ramírez (ur. 2 sierpnia 2002 w Asunción) – paragwajski piłkarz występujący na pozycji defensywnego pomocnika, reprezentant Paragwaju, od 2024 roku zawodnik brazylijskiego Cruzeiro.